# 多朗 (埃纳省)
多朗（法語：Dorengt，法語發音：[dɔʁɑ̃]）是法国上法兰西大区埃纳省的一个市镇，位于该省中北部，属于韦尔万区。

## 地理
多朗（49°58'30"N, 3°41'3"E）面积10.5 平方千米，位于法国上法蘭西大區埃纳省，该省份为法国北部内陆省份，北起北部省，西接索姆省和瓦兹省，东临阿登省和马恩省，西南至塞纳-马恩省，东北部与比利时接壤。
与多朗接壤的市镇（或旧市镇、城区）包括：埃凯埃里、伊龙、拉瓦克雷斯、勒谢勒、拉讷维尔莱多朗。
多朗的时区为UTC+01:00、UTC+02:00（夏令时）。

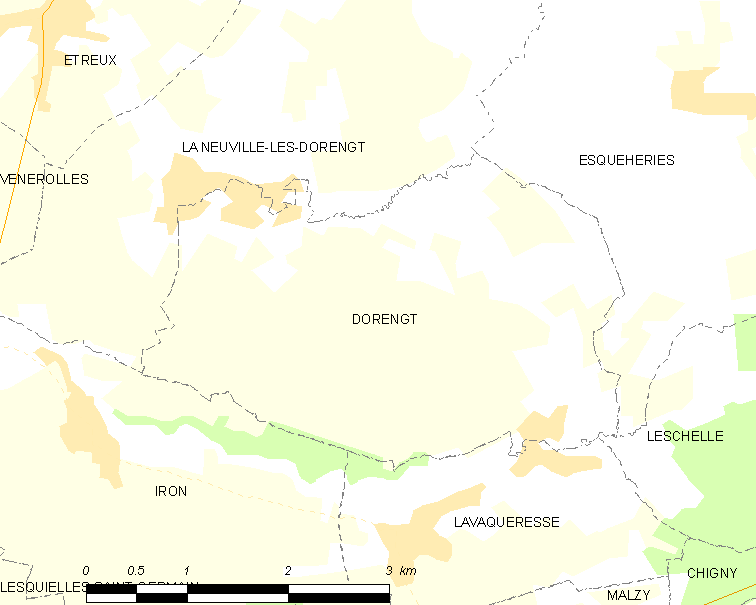
多朗的OSM定位图

## 行政
多朗的邮政编码为02450，INSEE市镇编码为02269。

## 政治
多朗所属的省级选区为吉斯县。

## 人口

1962-2008年间多朗人口变化图示

多朗于2022年1月1日时的人口数量为150人。